# Маймуна
Маймуна (ميمونة) — жіноче арабське ім'я. Варіанти написання англійською мовою включають: Maimoonah, Maymoonah, Maymuna(h), Maimouna, Mahmuna та Mehmoona, Maimuna, Mymouna(h), Mymona. Його значення — «добра, благословенна, кохана, щаслива». 
Ім'я має давню історичну та релігійну значущість в ісламській культурі, адже носила його одна з дружин пророка Мухаммеда — Маймуна бінт аль-Харіс. Ім'я поширене серед мусульманських спільнот у Північній Африці, Близькому Сході та Південній Азії.